# 金舒玄
金舒玄（564年—？）出自金海金氏，新羅军事人物，金庾信的父亲。
金舒玄是金官伽倻末代国王金仇衡的孙子，父亲金武力，爲新州道行軍摠管，曾经領兵擒獲百濟王及其將领四人，斬首一萬餘級。金舒玄官至蘇判大梁州都督、安撫大梁州諸軍事。庾信碑所记载：“考蘇判金逍衍。”金舒玄又名金逍衍。
金舒玄在路上見到真兴王兄弟肅訖宗之女萬明，非常高兴用眼神传达爱意，二人不待媒媒妁就结合了。金舒玄爲萬弩郡太守，將與她同行。肅訖宗才知到女儿與金舒玄野合，把她囚禁到別第，派人守卫。忽然雷震屋門，守卫人驚亂，萬明從洞中出来，遂和金舒玄赴萬弩郡。金舒玄在庚辰之夜, 夢熒惑、鎭星降在自己这里。萬明夫人也在辛丑之夜，夢見童子衣金甲，乘着雲进入堂中，不久怀孕。二十月后595年（真平王十七年、建福十二年、隋文帝开皇十五年）生金庾信。金舒玄对萬明夫人说庚辰夜夢，禮不以日月爲名，庚與庾字相似，辰與信聲相近，古賢人有庾信，所以给他取名金庾信。629年（真平王五十一年、建福四十六年、唐太宗貞觀三年）八月，真平王遣伊湌任永里、大將軍波珍湌金龍春、白龍、蘇判大因、金舒玄、副將軍金庾信等，率兵攻高句麗娘臂城。

## 家族
- 父亲：金武力（518年-579年）
- 母亲：朴氏
  - 夫人：萬明夫人
    - 长子：金庾信（595年-673年）
    - 次子：金欽纯（599年-?）
    - 女儿：永昌夫人
    - 女儿：文明王后
    - 女儿：金政姬

## 相关影视
- 《三国记》（KBS、1992年-1993年，金鎭海）
- 《渊盖苏文》（SBS、2006年，朴相奎）
- 《善德女王》（MBC、2009年，郑性模）
- 《阶伯》（MBC、2011年，李忠九）
- 《大王之梦》（KBS、2012年-2013年，崔日和、金东允）